# Thomastal
Thomastal (früher auch Thomasthal) ist eine Ortschaft in den Gemeinden Bad Kreuzen, Pabneukirchen und St. Thomas am Blasenstein im Bezirk Perg in Oberösterreich.

## Geografie
Die Streusiedlung bildet das südwestliche Ende von Pabneukirchen, schließt dort an Unter-Pabneukirchen an und erstreckt sich in Teilen bis nach Bad Kreuzen und nach St. Thomas. Als Ortskern anzusehen sind die Gebäude an der Mündung des Schurzmühlbaches in den Klausbach, wo alle drei Gemeinden Anteile haben, denn sowohl der Klausbach als auch der Schurzmühlbach bilden die Gemeindegrenze. Hier befindet sich auch die Bushaltestelle „Pabneukirchen – Stilles Tal“. Der Begriff Stilles Tal bezeichnet das Tal des Schurzmühlbaches, in dem ein ca. 6 km langer Wanderweg bis nach Pabneukirchen führt.
Am 1. April 2020 umfasste der in Bad Kreuzen liegende Ortsteil 3 Adressen, der in Pabneukirchen liegende Ortsteil 17 Adressen und der in St. Thomas liegende Ortsteil 4 Adressen.

## Geschichte
Im Franziszeischen Kataster von 1827 sind die Ortslagen als Thomasthal verzeichnet. Laut Adressbuch von Österreich waren im Jahr 1938 in Thomastal ein Gastwirt, eine Mühle samt Sägewerk und einige Landwirte ansässig.